# Руки молящегося
«Руки молящегося» (нем. Betende Hände), другое название: Штудия рук апостола (нем. Studie zu den Händen eines Apostels)  — один из знаменитых рисунков немецкого художника Альбрехта Дюрера. В настоящее время хранится в Галерее Альбертина, Вена.

## Описание
Рисунок, на котором изображены две сложенные в молитвенном движении руки, выполнен пером тушью и белилами по тонированной синим бумаге и является штудией к центральной части «Алтаря Геллера». Дюрер рисовал собственные руки и для изображения правой руки использовал отражение в зеркале левой. Изначально на этом же листе бумаги находился эскиз головы апостола. Рисунки были разделены позднее.
Франкфуртский торговец сукном Якоб Геллер заказал Дюреру картины для алтаря, получившего впоследствии его имя. Молящийся апостол находился у правого края центральной части алтаря. В 1614 году герцог Максимилиан Баварский приобрёл центральную часть алтаря для своей коллекции произведений искусства. Не позднее 1617 года с работы Дюрера нюрнбергским художником Иобстом Харрихом была выполнена копия для оставшегося во Франкфурте алтаря. Благодаря этому обстоятельству в настоящее время можно представить себе как выглядел оригинал Дюрера, погибший в 1729 году при пожаре Мюнхенской резиденции.
«Руки молящегося» — подготовительная штудия к «Алтарю Геллера», однако, этот рисунок более известен, чем само произведение:
Тщательность, с которой Дюрер изобразил эти детали, оправдалась, по меньшей мере, посмертно. В то время как голые ступни стоящего на коленях на переднем плане апостола вызвали в конце XVI века настоящий «ножной фетишизм», «Руки молящегося» в XX веке признаны как самый популярный мотив Дюрера. Художник хранил листы штудий и неоднократно их использовал в несколько измененной форме.
Оригинальный текст (нем.)
Die Sorgfalt, die Dürer auf diese Details verwandte, zahlte sich zumindest posthum aus. Während die nackten Füße des im Vordergrund knienden Apostels Ende des 16. Jahrhunderts einen wahren Fußfetischismus auslösten, avancierten die „Betenden Hände” im 20. Jahrhundert zu Dürers populärstem Motiv. Der Künstler verwahrte die Studienblätter und griff einige Motive in leicht abgewandelter Form mehrfach wieder auf.

«Руки молящегося» — самое репродуцируемое произведение Дюрера. Переведённое в скульптурное изображение, оно продаётся вместе с другими предметами церковной утвари, небольшие рельефы с «Руками молящегося» считаются «синонимом мольбы». Изображение дарились на конфирмацию, им иллюстрировались издания Библии, оно воспроизводилось на открытках с выражением соболезнования. В работах, посвящённых китчу, тиражирование рисунка Дюрера приводится как пример его высшего проявления. В Европе пользуются спросом репродукции или небольшие рельефы «Рук молящегося», в Соединенных Штатах популярны скульптурные версии.
На одном листе вместе с руками молящегося находился набросок головы коленопреклонённого апостола. Позднее, когда лист был разделён, изображение сложенных в молитве рук стало символом религиозности.
Отсутствие того, кому они принадлежат, наивно-верящего апостола, освобождало его руки для иной интерпретации, в которой они почитались как руки Бога Отца.
Das Fehlen dessen, dem sie gehören, des naiv-gläubigen Jüngers, gab seine Hände für eine Umdeutung frei, in der sie eine Verehrung erfuhren, als seien sie die Gottvaters.
Массовое тиражирование рисунка породило протесты. Так, график Вернер Йюнглинг создал в 1970 году сериографию под названием «К конфирмации», представив «Руки молящегося», скреплённые друг с другом шпилькой с барашковыми гайками.

## Культурное наследие
Это изображение является самым распространенным изображением молитвы в западном мире, встречается на плакатах, кофейных кружках, мобильных телефонах, а также используется в качестве обложки альбомов. У Джастина Бибера репродукция этого изображения вытатуирована на левой ноге. В 2015 году канадский хип-хоп исполнитель Дрейк воспроизвел это изображение для обложки своего микстейпа If You're Reading This It's Too Late. «Руки молящегося» изображены на надгробии Энди Уорхола. 

## Руки молящихся в произведениях Дюрера
- Молящаяся Мария. 1518. Картинная галерея. Берлин
- Девушка с распущенными волосами. 1497. Штеделевский художественный институт. Франкфурт
- Дрезденский алтарь. Правая панель: Св. Себастьян. 1496. Галерея старых мастеров. Дрезден